# Рёйст, Каспар
Каспар Рёйст (нем. Kaspar Röist; 13 июля 1478, Цюрих — 6 мая 1527, Рим) — командир швейцарских гвардейцев. Погиб в своём последнем бою при обороне Рима от германских наёмников.

## Биография
Родился в семье командира швейцарской гвардии — Маркуса Рёйста, который ранее являлся мэром Цюриха. Каспар был студентом Базельского университета с 1494 года.
С 1500 по 1505 год был судьей в Цюрихе. Примерно в 1517 году женился на Елизавете Клинглер. С 1518 по 1524 год — заместитель командира гвардии (то есть, своего отца). После смерти отца в 1524 году стал командиром гвардии и оставался им вплоть до своей гибели в 1527 году.
Возглавлял 189 швейцарских гвардейцев-новобранцев во время штурма Рима войсками наёмников. Был смертельно ранен во время битвы у Тевтонского кладбища, прикрывая бегство папы Климента VII в Замок Святого Ангела. Получив тяжелые ранения, смог отступить домой, но был нагнан наемниками-немцами и убит на глазах у своей жены.